# Tiger Army
 (février 2023).
Si vous disposez d'ouvrages ou d'articles de référence ou si vous connaissez des sites web de qualité traitant du thème abordé ici, merci de compléter l'article en donnant les références utiles à sa vérifiabilité et en les liant à la section « Notes et références ».
Tiger Army est un trio de punk rock californien, généralement classé dans le psychobilly. Le chanteur et guitariste Nick 13 est l'auteur des textes.
Ils sont signés sur le label Hellcat Records de Tim Armstrong (qui joue sur le titre Moonlite Dreams) et certains des membres de AFI ont joué pour Tiger Army, ou avec Nick 13 dans des formations antérieures. Ainsi, Davey Havok de AFI apparaît également sur Moonlite Dreams.

## Historique

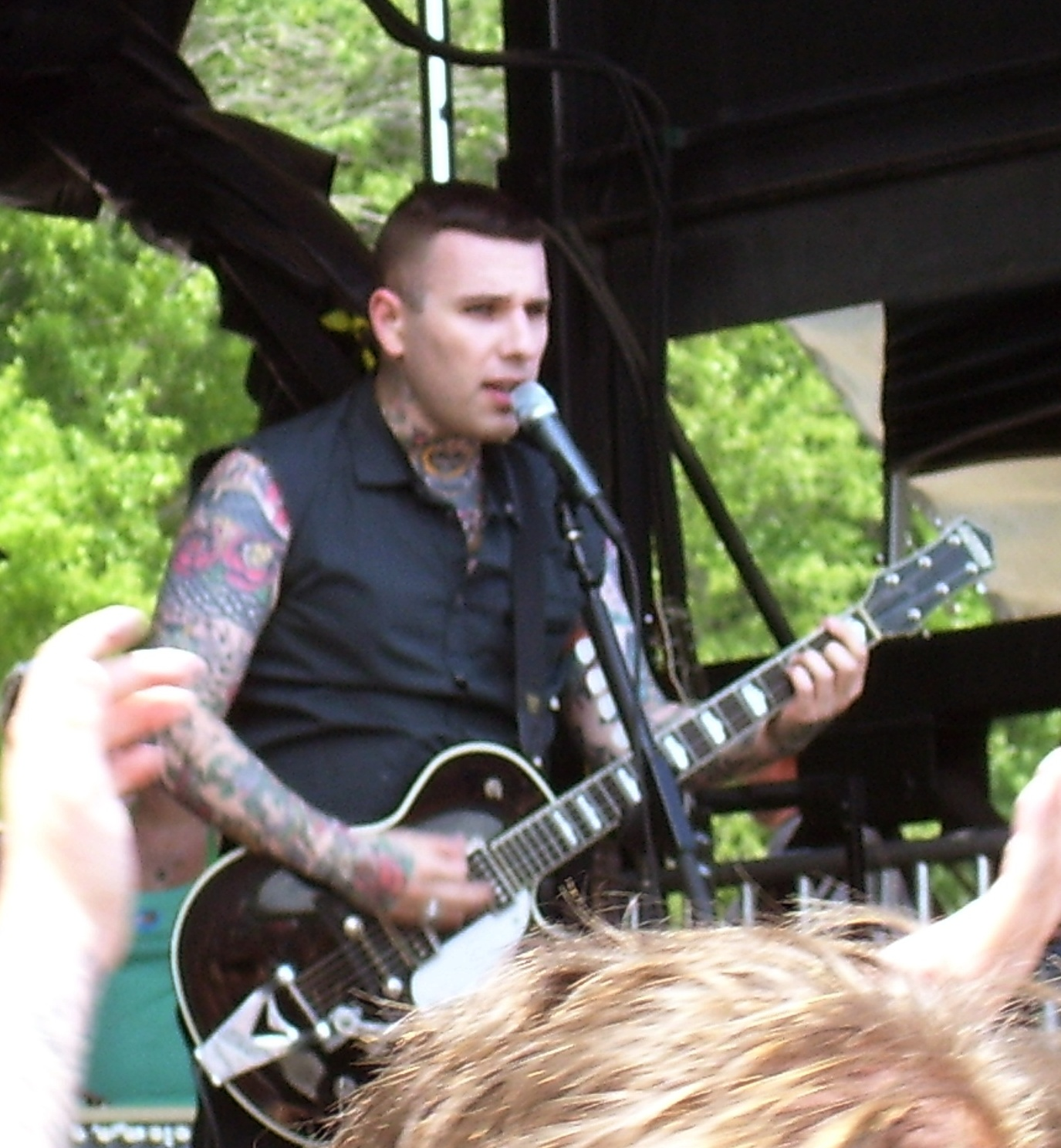
Nick 13 jouant avec Tiger Army à Virginia Beach - 24 juillet 2007

Le premier album (homonyme) du groupe aux accents hardcore, est remarquable par la simplicité des accords, la voix mélodique, la vitesse et la contrebasse typique des groupes de psycho. C'est là qu'apparaît le slogan « Never Die », qui deviendra la marque de fabrique du groupe, ces deux mots auxquels Nick 13 se raccrochait lors de sa lutte pour que Tiger Army continue à exister malgré les difficultés et les changements de musiciens fréquents.
Pour le deuxième album, le personnel change et seul Nick 13 reste de la partie. Tous les attraits ayant fait la renommée du psycho sont ici réunis, à savoir une contrebasse puissante, une rythmique rapide, une guitare entre punk et rockabilly, mais aussi chant typiquement teinté d'années 1950.
En 2009, Nick 13 annonce vouloir se consacrer à un projet solo de chansons plutôt country, dans le style de Outlaw Heart. L'album homonyme Nick 13 sort en 2011.

## Formation

### Membres Actuels
- Nick 13: Guitare, chant
- Geoff Kresge: Contrebasse/Chœurs
- James Meza (alias Wasted James): Batterie

### Anciens membres
- Joel Day - Contrebasse (1995 - 1997)
- Geoff Kresge - Contrebasse (1999 - 2004)
- Adam Carson - Batterie (1995 - 2000)
- London May - Batterie (2000 - 2002)
- Fred Hell - Batterie (2002 - 2004)